# Hyalenna maculata
Hyalenna maculata är en fjärilsart som beskrevs av Johannes Karl Max Röber 1930. Hyalenna maculata ingår i släktet Hyalenna och familjen praktfjärilar. Inga underarter finns listade i Catalogue of Life.